# Relaciones Alemania-Estados Unidos
Las relaciones Alemania-Estados Unidos son las relaciones históricas entre Alemania y Estados Unidos, incluyendo diplomacia, alianzas y guerra. El tema también incluye relaciones económicas tales como comercio e inversiones, demografía y migración, e intercambios culturales e intelectuales desde la década de 1680.

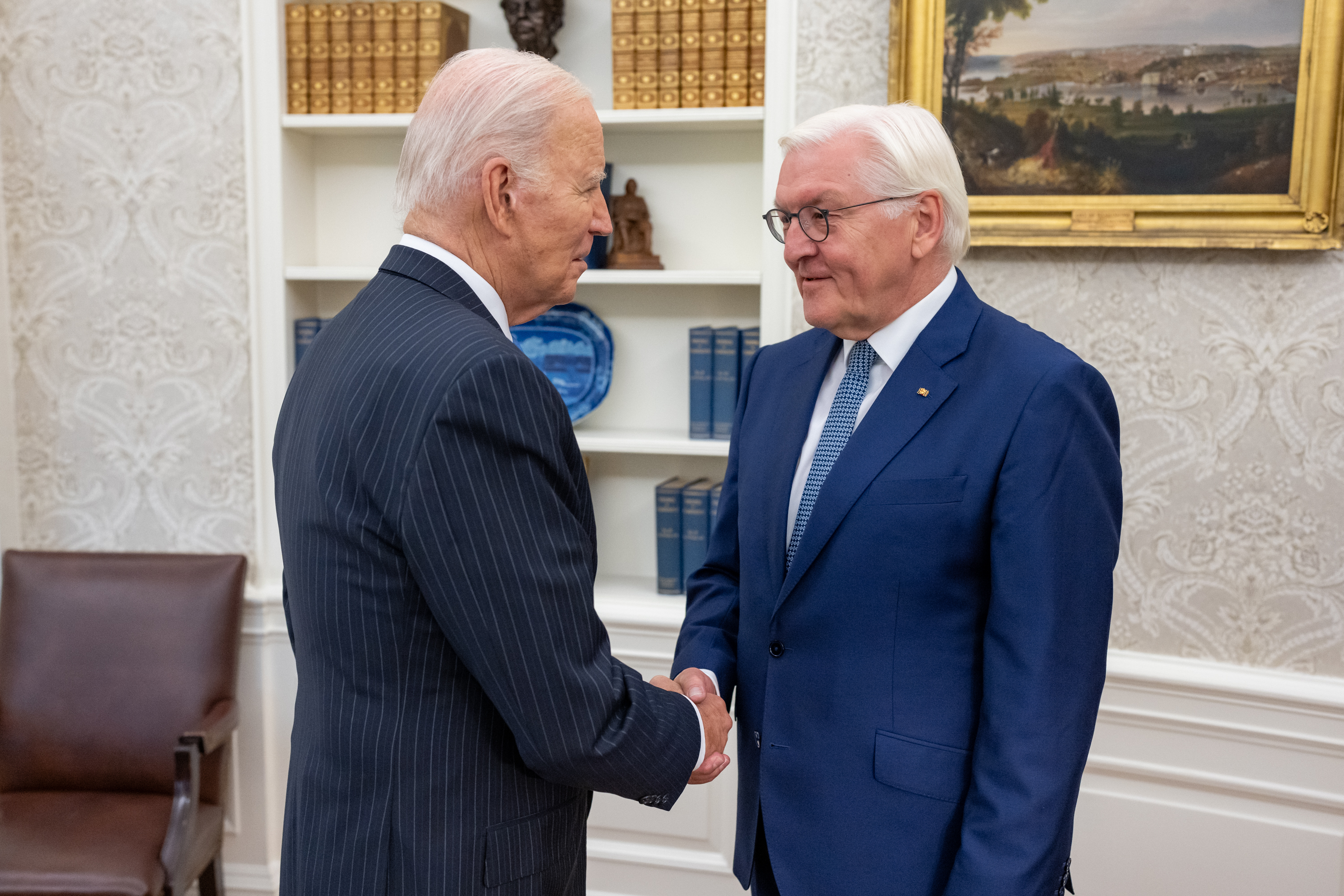
Presidentes de Estados Unidos y Alemania Joe Biden y Frank-Walter Steinmeier en la Casa Blanca, octubre de 2023.

## Descripción general
Antes de 1900, los factores principales en las relaciones germano-estadounidenses eran movimientos muy grandes de inmigrantes de Alemania a Estados Unidos (especialmente Pensilvania y estados del Medio Oeste y centro Texas) a lo largo de los siglos XVIII y XIX.
También hubo un movimiento significativo de ideas filosóficas que influyeron en el pensamiento estadounidense. Los logros alemanes en la educación pública y la educación superior impresionaron enormemente a los educadores estadounidenses; el sistema educativo estadounidense se basó en el sistema educativo prusiano. Miles de estudiantes estadounidenses avanzados, especialmente científicos e historiadores, estudiaron en universidades alemanas de élite. Hubo poco movimiento en la otra dirección: pocos estadounidenses se mudaron permanentemente a Alemania y pocos intelectuales alemanes estudiaron en Estados Unidos o se mudaron a Estados Unidos antes de 1933. Las relaciones económicas tenían poca importancia antes de 1920. Las relaciones diplomáticas eran amistosas pero de menor importancia a ambos lados antes de la década de 1870.
Después de la unificación de Alemania en 1871, Alemania se convirtió en una gran potencia mundial. Ambas naciones construyeron armadas de clase mundial y comenzaron la expansión imperialista en todo el mundo. Esto llevó a un conflicto a pequeña escala sobre las Islas de Samoa, la Segunda Guerra Civil de Samoa. Alcanzó una crisis en 1898 cuando Alemania y Estados Unidos disputaron sobre quién debería tomar el control. El conflicto se resolvió con la Convención Tripartita en 1899 cuando las dos naciones dividieron Samoa entre ellas.
Después de 1898, los propios Estados Unidos se involucraron mucho más en la diplomacia internacional y se encontraron a veces en desacuerdo, pero más a menudo de acuerdo con Alemania. A principios del siglo XX, el ascenso de la poderosa Armada alemana y su papel en América Latina y el Caribe problemáticos estrategas militares estadounidenses. Las relaciones a veces eran tensas, como en la crisis venezolana de 1902–03, pero todas se resolvieron.
Los Estados Unidos intentaron permanecer neutrales en la Primera Guerra Mundial, pero proporcionaron mucho más apoyo comercial y financiero a Gran Bretaña y los Aliados, que controlaban las rutas del Atlántico. Alemania trabajó para socavar los intereses estadounidenses en México. En 1917, la oferta alemana de una alianza militar contra los Estados Unidos en el Telegrama Zimmermann contribuyó a la decisión estadounidense de guerra. Los ataques de submarinos alemanes en el transporte marítimo británico, especialmente el hundimiento del transatlántico Lusitania sin permitir que los pasajeros civiles llegasen a los botes salvavidas, indignaron a la opinión estadounidense. Alemania aceptó las demandas estadounidenses para detener tales ataques pero revirtió su posición a principios de 1917 para ganar la guerra rápidamente. Berlín pensó erróneamente que el Ejército y la Armada de los EE. UU. Eran tan débiles que no jugarían un papel decisivo.
El público estadounidense se opuso al tratado de Versalles punitivo de 1919, y los dos países firmaron un Tratado de paz en 1921. En la década de 1920, los diplomáticos y banqueros estadounidenses brindaron una importante asistencia para reconstruir la economía alemana. Cuando Hitler y los nazis tomaron el poder en 1933, la opinión pública estadounidense fue altamente negativa. Las relaciones entre las dos naciones se amargaron después de 1938.
Un gran número de intelectuales, científicos y artistas encontraron refugio de los nazis en los Estados Unidos, pero la política de inmigración estadounidense limitó estrictamente el número de refugiados judíos. Washington proporcionó ayuda militar y financiera significativa a Gran Bretaña y Francia. Alemania declaró la guerra a los Estados Unidos en diciembre de 1941, por lo que Washington hizo de la derrota de la Alemania nazi su máxima prioridad. Los Estados Unidos jugaron un papel principal en la ocupación y reconstrucción de Alemania después de 1945. Los Estados Unidos proporcionaron miles de millones de dólares en ayuda a través del Plan Marshall para reconstruir La economía [Alemania Occidental (Alemania Occidental)]. La relación entre las dos naciones se volvió muy positiva, en términos de ideales democráticos, anticomunismo, y altos niveles de comercio económico.
Hoy en día, Estados Unidos es uno de los aliados y socios más cercanos de Alemania fuera de la Unión Europea. La gente de los dos países se ve como aliados confiables, pero no están de acuerdo en algunas cuestiones políticas clave. Los estadounidenses quieren que Alemania desempeñe un papel militar más activo, pero los alemanes no están de acuerdo.

## Comparación de ambos países
|                          | Alemania                                                                           | Estados Unidos |
| ------------------------ | ---------------------------------------------------------------------------------- | --- |
| Escudos                  |                                                                                    | |
| Bandera                  | Bandera de Alemania                                                                | Bandera de Estados Unidos |
| Población                | 82.800,000                                                                         | 325.719.178 |
| área                     | 357.168 km²                                                                        | 9.526.468 km² |
| Densidad de población    | 232/km²                                                                            | 31/km² |
| Capital                  | Berlín                                                                             | Washington D. C. |
| Ciudad más grande        | Berlín – 3.690.000 (6.004.857 Metro)                                               | Nueva York – 8.175.133 (19.006.798 Metro) |
| Gobierno                 | República parlamentaria federal                                                    | República semipresidencial federal constitucional |
| Primer Líder             | Konrad Adenauer                                                                    | George Washington |
| Líder Actual             | Angela Merkel                                                                      | Donald Trump |
| Idiomas oficiales        | Alemán (de facto y de jure)                                                        | Inglés (de facto) |
| REligiones principales   | 57,9% cristianismo, 36,2% sin religión, 4,9% islam, 1,0% otras                     | 69% cristianismo, 22,8% sin religión, 1,9% judaísmo, 1,6% Iglesia Mormona, 0,9% islam, 0,7% budismo, 0,7% hinduismo                                                           |
| Grupos étnicos           | 81,3% alemanes, 3,4% turcos, 2,3% polacos, 1,5% rusos, 11,5% otros[cita requerida] | 74% blancos, 13,4% negros, 6,5% otras razas, 4,4% asiáticos, 2% dos o más razas, 0,7% nativo americanos o nativos de Alaska, 0,14% de las islas del Pacífico.[cita requerida] |
| PIB (nominal)            | $3,65 billones                                                                     | $19,36 billones |
| Alemanes estadounidenses | 99.891 estadounidenses viviendo en Alemania                                        | 50.764.352 de Germano-estadounidense[cita requerida] |
| Gastos militares         | $41,3 miles de millones (2017) (ver Bundeswehr)                                    | $582,7 miles de millones (2017) |

Líderes de Alemania y Estados Unidos desde 1991.

## Historia

### Inmigración alemana a Estados Unidos

Autoidentificación de antecedentes de la población de los Estados Unidos (por países, 2001)

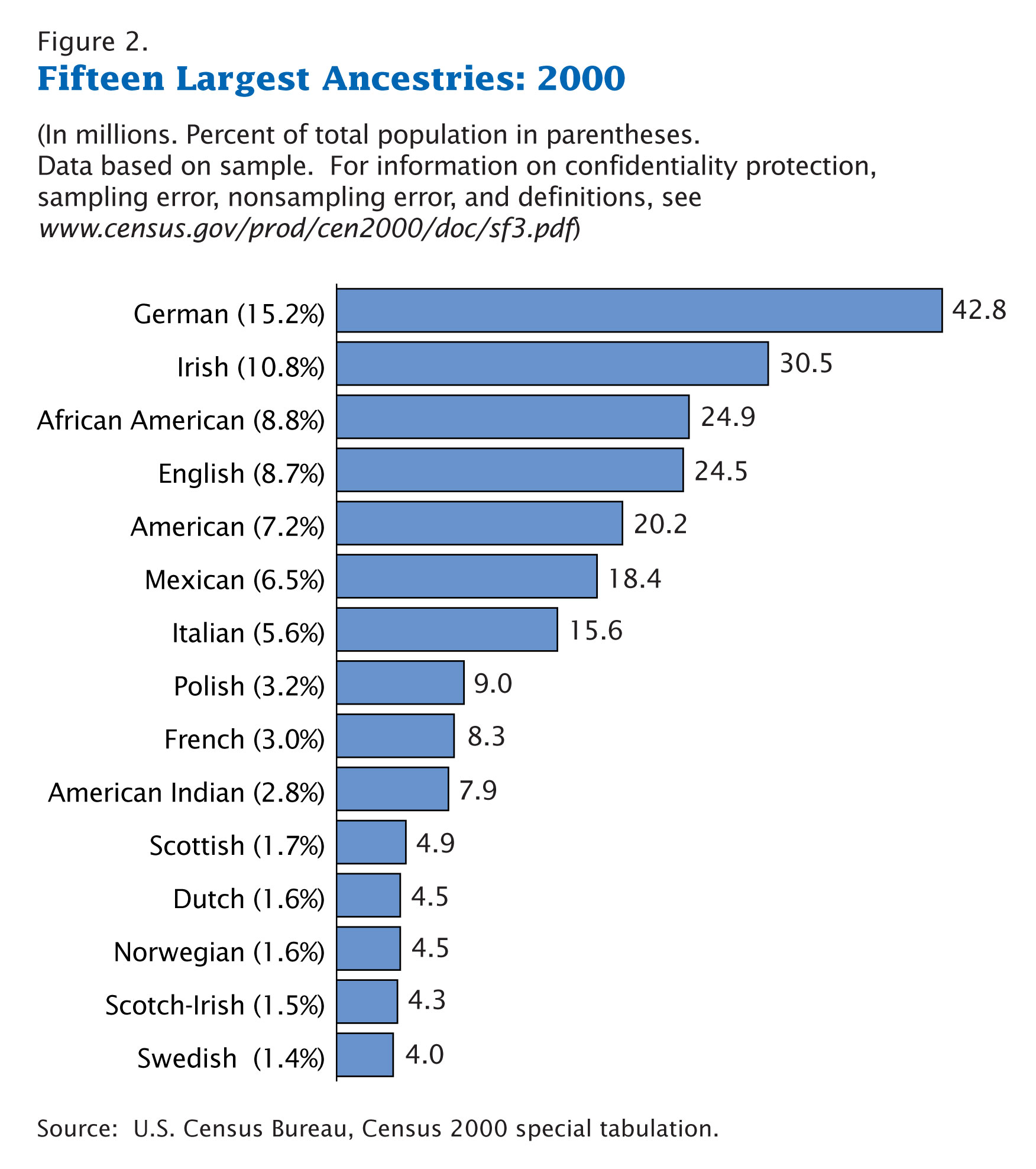
Principales ancestros autoinformados en los Estados Unidos (2000)

Durante más de tres siglos, la inmigración de Alemania representó una gran parte de todos los inmigrantes estadounidenses. A partir del Censo de los EE. UU. Del 2000, más del 20% de todos los estadounidenses y el 25% de los estadounidenses blancos, afirman ser de ascendencia alemana. Los germanoamericanos son un grupo asimilado que influye en la vida política en los Estados Unidos en general. Son el grupo étnico autoinformado más común en la mitad norte de los Estados Unidos, especialmente en el Estados Unidos, Medio Oeste. En la mayor parte de Sur, los estadounidenses de origen alemán son menos comunes, con la excepción de Florida y Texas.

#### 1683–1848
Los primeros registros de la inmigración alemana se remontan al siglo XVII y la fundación de  Germantown cerca de Filadelfia en 1683. La inmigración de Alemania a los Estados Unidos alcanzó su primer pico entre 1749 y 1754 cuando aproximadamente 37 000 alemanes vinieron a América del Norte. Aunque muchas personas piensan que no es así.

#### 1848–1914
Desde 1848, alrededor de siete millones de alemanes han emigrado a los Estados Unidos. Muchos de estos alemanes se establecieron en las ciudades de Baltimore, Chicago, Detroit y Nueva York. Las Revoluciones alemanas de 1848 a 1849 (acompañadas por convulsiones similares ese mismo año crucial en otros Europa estados) aceleraron la emigración de Alemania y la Confederación Germánica. Los alemanes que se fueron como resultado de la revolución fueron llamados los cuarenta y ocho. Entre la revolución y el inicio de la Primera Guerra Mundial (1914–1918), más de 70 años después, más de un millón de alemanes se establecieron en los Estados Unidos.
Estos alemanes soportaron penurias como resultado de barcos superpoblados; La fiebre del tifus se extendió rápidamente a través de los barcos debido a las condiciones de hacinamiento. En promedio, a los alemanes les llevó seis meses llegar a Estados Unidos y muchos murieron en el viaje al Nuevo Mundo.
En 1890, más del 40 por ciento de la población de las ciudades de Cleveland, Milwaukee, Hoboken y Cincinnati eran de origen alemán. A fines del siglo XIX, los alemanes formaron el mayor grupo étnico autodenominado en los Estados Unidos y sus costumbres se convirtieron en un elemento fuerte en la sociedad y la cultura estadounidenses.
La participación política de los germanoamericanos se centró en la participación en el movimiento obrero. Los alemanes en Estados Unidos tuvieron una fuerte influencia en el movimiento obrero en los Estados Unidos. Los sindicatos recién fundados permitieron a los inmigrantes alemanes mejorar sus condiciones de trabajo e integrarse en la sociedad estadounidense.

#### Desde 1914
Una combinación de patriotismo y sentimiento antialemán junto con la lucha civil durante las dos guerras mundiales causó que la mayoría de los alemanes-estadounidenses cortaran sus vínculos anteriores y se asimilaran a la corriente principal de la cultura estadounidense con la disolución de los grupos culturales, genealógicos e históricos alemanes, el estudio y la enseñanza del idioma alemán y la historia en las escuelas secundarias, colegios y universidades junto con la eliminación de varios monumentos relacionados con Alemania o nombres de ubicaciones alemanes. Durante la época de Alemania nazi y Tercer Reich (1933–1945) antes y durante Segunda Guerra Mundial (1939–1945), Alemania tuvo otra ola de emigración importante de  judíos alemanes y otros refugiados políticos antinazis que abandonan el Reich e incluso el continente.
Hoy en día, los germanoamericanos forman el grupo de ancestros autonotificado más grande de los Estados Unidos. con California y Pensilvania teniendo el mayor número de estadounidenses alemanes.

### Diplomacia y comercio
Durante la Revolución Americana (1775–1783), el Rey Federico el Grande de Prusia odió enérgicamente al  Gran Bretaña porque lo habían abandonado en 1761, durante la guerra de los Siete Años (1756–1763). Ahora favorecía a Francia e impedía el esfuerzo de guerra de Gran Bretaña de maneras sutiles, como bloquear el paso de Hesse a soldados. Sin embargo, el comercio británico era demasiado importante para perderlo y existía riesgo de ataque por parte de Austria, por lo que siguió una política de paz y mantuvo una neutralidad estricta oficial.
Después de la guerra, el comercio directo entre los puertos estadounidenses de Baltimore, Norfolk, y Filadelfia y los antiguos Liga Hanseática puertos de Bremen, Hamburg, y Luebeck crecieron constantemente. Los estadounidenses exportaron tabaco, arroz, algodón y azúcar, e importaron textiles, productos de metal, colonias, brandies y artículos de tocador. Las guerras napoleónicas (1803–1815) y la creciente inestabilidad en los estados de la Confederación Germánica llevaron a una disminución en las relaciones económicas entre Estados Unidos y la Liga Hanseática. El nivel de comercio nunca estuvo a la altura de igualar el comercio con Gran Bretaña, y fracasó porque EE. UU. Retrasó un tratado comercial hasta 1827. La diplomacia estadounidense fue ineficaz, pero los asesores comerciales, empresarios locales, manejaron su trabajo tan bien que EE. UU. Lazos diplomáticos con Prusia. Sin embargo, el comercio fue mínimo.
Fue el Reino de Prusia el que tomó la iniciativa y envió expertos comerciales a Washington D. C. en 1834. El primer diplomático estadounidense permanente llegó en 1835, cuando Henry Wheaton fue enviado a Prusia. El Secretario de Estado de los Estados Unidos dijo que "no existe un solo punto de controversia entre los dos países que piden un ajuste, y que su relación comercial, basada en las estipulaciones del tratado, se basa en esos principios liberales e ilustrados de reciprocidad. .. que se están abriendo camino gradualmente contra los estrechos prejuicios y las influencias del sistema prohibitivo ".
Durante la guerra civil americana (1861–1865), los estados alemanes favorecieron a la Unión del Norte, pero no jugaron un papel importante. En 1876, el comisionado alemán para la Exposición del Centenario en Filadelfia declaró que los armamentos, máquinas, artes y artesanías alemanas en exhibición eran de calidad inferior a los productos británicos y estadounidenses. Alemania se industrializó rápidamente después de la unificación bajo el canciller Otto von Bismarck en 1870–1871, pero su competencia fue más con Gran Bretaña que con los EE. UU.. Compró cantidades crecientes de productos agrícolas estadounidenses, especialmente algodón, trigo y tabaco, pero trató de Bloque de carne americana.
Después de la unificación en 1871, el nuevo Imperio alemán construyó una marina de clase mundial que se elevó al número tres detrás de los británicos y los estadounidenses, y comenzó la expansión imperialista en todo el mundo. En el Océano Pacífico Sur, la ubicación estratégica de Samoa atrajo a los intereses estadounidenses, alemanes y británicos. Entraron en conflicto en la década de 1880; En 1899, las islas se dividieron entre los Estados Unidos y Alemania. Más tarde, los Estados Unidos tomaron el control total en 1914 después del estallido de la Primera Guerra Mundial, mientras que los estadounidenses eran neutrales.

#### Caribe
A fines del siglo XIX, la Marina Imperial alemana (Kaiserliche Marine) trató de establecer una estación de carbón en algún lugar del área Mar Caribe. La Alemania imperial estaba construyendo rápidamente una marina de clase mundial, pero los buques de guerra que queman carbón necesitaban reabastecimiento de combustible frecuente y solo podían operar dentro del alcance de una estación de carbón. Los planes preliminares fueron vetados por el canciller von Bismarck, quien no quiso contradecir a los Estados Unidos, pero fue derrocado en 1890 por el nuevo Kaiser Guillermo II de Alemania, y los alemanes siguieron buscando.
Los planificadores navales alemanes en la pre-era de 1890–1910 denunciaron la Doctrina Monroe de los Estados Unidos de 1820 como una pretensión legal autoengrandeciente. Estaban aún más preocupados por el posible canal estadounidense en Panamá en América Central, ya que llevaría a la hegemonía estadounidense en el Caribe. Las estacas se establecieron en los objetivos de guerra alemanes propuestos por la Marina dos décadas antes de "La Gran Guerra" en 1903: una "posición firme en las Indias Occidentales," una "mano libre en América del Sur , "y una" revocación oficial de la Doctrina Monroe "proporcionaría una base sólida para" nuestro comercio con las Indias Occidentales, América Central y del Sur ". Para 1900, los "planificadores navales estadounidenses estaban obsesionados con los diseños alemanes en el Hemisferio Occidental y se contrarrestaban con esfuerzos enérgicos para asegurar sitios navales en el Caribe".
En la Crisis de Venezuela de 1902–1903, Gran Bretaña y Alemania enviaron buques de guerra para bloquear Venezuela después de que incumpliera el pago de sus préstamos extranjeros. Alemania pretendía desembarcar tropas y ocupar puertos venezolanos, pero el presidente de los Estados Unidos Theodore Roosevelt (1901–1909) obligó a los alemanes a retroceder enviando su propia flota y amenazando con la guerra si los alemanes desembarcaran.
Para 1904, los estrategas navales alemanes habían centrado su atención en México, donde esperaban establecer una base naval en un puerto mexicano en el Caribe. Abandonaron ese plan, pero se volvió a activar después de 1911, el inicio de la Revolución mexicana y la posterior Guerra Civil Mexicana.

### 1900-1919
Venezuela suspendió el pago de sus préstamos extranjeros en 1902, y Gran Bretaña y Alemania enviaron buques de guerra para bloquear sus deportes y forzar el reembolso. Alemania pretendía desembarcar tropas y ocupar puertos venezolanos, pero el presidente Theodore Roosevelt obligó a los alemanes a retroceder enviando su propia flota y amenazando con la guerra si los alemanes desembarcaban. el episodio de Venezuela centró la atención estadounidense en el Kaiser Guillermo II de Alemania cada vez más errático y agresivo]. Los medios destacaron su militarismo y sus discursos beligerantes y sus metas imperialistas. Al mismo tiempo, los británicos se estaban volviendo cada vez más amigos de los Estados Unidos en los asuntos mundiales. La opinión estadounidense se volvió más negativa hacia Alemania que hacia cualquier otro país de Europa.

#### Primera Guerra Mundial

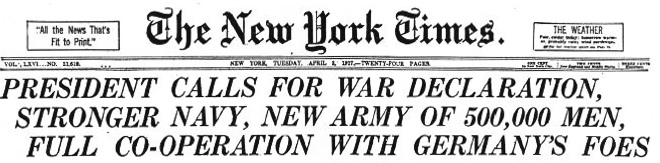
New York Times 3 de abril de 1917

La Primera Guerra Mundial comenzó en agosto de 1914, y Estados Unidos insistió en neutralidad neutral. La máxima prioridad del presidente Wilson era negociar conversaciones de paz, utilizando a su ayudante de confianza Coronel House. Aparte de un elemento anglófilo que instaba al apoyo temprano a Gran Bretaña, la opinión pública estadounidense reflejó la del presidente: el sentimiento de neutralidad fue particularmente fuerte entre estadounidenses irlandeses, estadounidenses alemanes y estadounidenses escandinavos, así como los pobres campesinos blancos del sur, líderes culturales, eclesiásticos protestantes y mujeres en general. El argumento británico de que los Aliados estaban defendiendo la civilización contra un ataque militarista alemán obtuvo apoyo después de los informes de  atrocidades en Bélgica en 1914 y después del Hundimiento del RMS Lusitania en 1915, los ciudadanos estadounidenses venían cada vez más a Alemania como el agresor que debía ser detenido. El expresidente Theodore Roosevelt y muchos republicanos fueron halcones de guerra y exigieron un rápido armamento estadounidense. Wilson insistió en la neutralidad y minimizó los preparativos en tiempos de guerra para negociar la paz. Después de que el barco británico  Lusitania  se hundió con más de 100 pasajeros estadounidenses ahogados, Wilson exigió que los submarinos alemanes debían permitir que los pasajeros y la tripulación alcanzaran sus botes salvavidas. Alemania aceptó a regañadientes, pero en enero de 1917 decidió que un ataque de infantería masiva en el frente occidental, junto con un ataque a gran escala en todos los envíos de alimentos a Europa, sería decisivo. Se dio cuenta de que la reanudación de la guerra submarina sin restricciones significaba una guerra con los Estados Unidos, pero calculó que las fuerzas militares estadounidenses tardarían años en llegar, momento en el que Alemania ya sería el vencedor. Alemania se acercó a México con el Telegrama Zimmermann, ofreciendo una alianza militar contra los Estados Unidos, esperando que los Estados Unidos divergieran la mayor parte de su atención para atacar a México. Londres interceptó el telegrama de Zimmerman, e indignó a la opinión estadounidense.

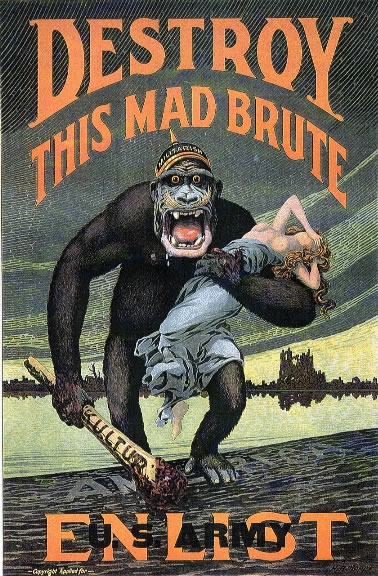
Póster de propaganda de la Primera Guerra Mundial para el alistamiento en el Ejército estadounidense.

El presidente Wilson pidió al Congreso que declarara la guerra a Alemania en abril de 1917. Estados Unidos esperaba proporcionar dinero, municiones, alimentos y materias primas, pero no esperaba enviar grandes contingentes de tropas hasta que Washington se diera cuenta de lo débiles que estaban los Aliados en el Frente Occidental. Después de la salida de Rusia de la guerra a fines de 1917, Alemania pudo reasignar 600 000 tropas experimentadas a su Frente Occidental. Para el verano, las tropas estadounidenses llegaban a la tasa de 10 000 por día, todos los días, reemplazando todas las pérdidas aliadas, mientras que el Ejército Alemán se contraía día a día hasta que finalmente colapsó en noviembre de 1918. En el hogar, la lealtad de los germano-americanos fueron desafiados con frecuencia. Cualquier impacto cultural alemán significativo fue visto con intensa hostilidad y sospecha. Alemania fue retratada como una amenaza a la libertad y forma de vida estadounidense.
Dentro de Alemania, Estados Unidos era otro enemigo y se denunciaba como un falso liberador, que quería dominar a Europa. Sin embargo, al terminar la guerra, el pueblo alemán aceptó las promesas wilsonianas del tratado de paz justa. En la conferencia de paz de París de 1919, el presidente Wilson utilizó su enorme prestigio y su cooperación con el primer ministro británico David Lloyd George, para bloquear con éxito algunas de las demandas extremadamente duras de Francia contra Alemania. Wilson dedicó la mayor parte de su atención al establecimiento de la Sociedad de las Naciones, que consideró que pondría fin a todas las guerras. También firmó un tratado con Francia y Gran Bretaña para garantizar el apoyo estadounidense y Alemania invadió Francia nuevamente. Al regresar a casa, Wilson volvió a fundir todos los compromisos con los republicanos, que controlan el Congreso, y los Estados Unidos nunca ratificaron el Tratado de Versalles, nunca se unieron a la Liga de las Naciones y nunca ratificaron el Tratado con Francia y Gran Bretaña.

### Entreguerras

#### Años 1920
Las relaciones económicas y diplomáticas fueron positivas durante los años veinte. El gobierno de los Estados Unidos rechazó el duro Tratado contra Versalles alemán de 1920, firmó un nuevo tratado de paz que no implicaba un castigo para Alemania y trabajó con Gran Bretaña para crear un sistema de paz euroatlántico viable.
El embajador Alanson B. Houghton (1922–25) creía que la paz mundial, la estabilidad europea y la prosperidad estadounidense dependían de una reconstrucción de la economía y los sistemas políticos de Europa. Consideraba que su papel era promover el compromiso político estadounidense con Europa. Venció la oposición doméstica y el desinterés en Washington. Rápidamente se dio cuenta de que los temas centrales de la época estaban enredados en la economía, especialmente en las deudas de guerra de los aliados a los Estados Unidos, las reparaciones que Alemania debía a los aliados, la inflación mundial y el comercio e inversión internacional. Creía que las soluciones requerían nuevas políticas de Washington y una estrecha cooperación con Gran Bretaña y Alemania. Fue un promotor líder del Plan Dawes.
Aunque la alta cultura de Alemania menospreciaba la cultura estadounidense, el jazz fue ampliamente aceptado por la generación más joven. Hollywood tuvo una enorme influencia, al igual que el modelo de eficiencia industrial de Detroit.
La influencia alemana en la sociedad estadounidense fue limitada durante ese período. El flujo de migración hacia los Estados Unidos fue pequeño y los jóvenes académicos estadounidenses rara vez asistían a las universidades alemanas para realizar estudios de posgrado.[cita requerida]
El gobierno de los Estados Unidos tomó la iniciativa a través del Plan Dawes y el Plan Young.
Los bancos de Nueva York desempeñaron un papel importante en la financiación de la reconstrucción de la economía de Alemania. La derecha alemana era sospechosa de la modernidad representada por los Estados Unidos.

#### Era nazi 1933–41
La opinión pública en los Estados Unidos fue fuertemente negativa hacia la Alemania nazi y Hitler, pero también hubo una fuerte aversión a la guerra y al enredo en la política europea. El gobierno de Roosevelt elogió públicamente el Acuerdo de Múnich de 1938 por evitar la guerra, pero en privado se dio cuenta de que solo era un aplazamiento que exigía un rearme rápido. Las relaciones formales fueron frescas hasta noviembre de 1938, luego se volvieron muy frías. El evento clave fue la repulsión estadounidense contra Kristallnacht, el asalto alemán a nivel nacional contra judíos e instituciones judías. Los grupos religiosos que habían sido pacifistas también se volvieron hostiles. While the total flow of refugees from Germany to the U.S. was relatively small during the 1930s, many intellectuals did escape and resettled in the United States. Many were Jewish. Las universidades católicas se vieron fortalecidas por la llegada de intelectuales católicos alemanes en el exilio, como Waldemar Gurian en Notre Dame.
Hollywood edita películas para la Alemania nazi.

### La Segunda Guerra Mundial y la Era Moderna

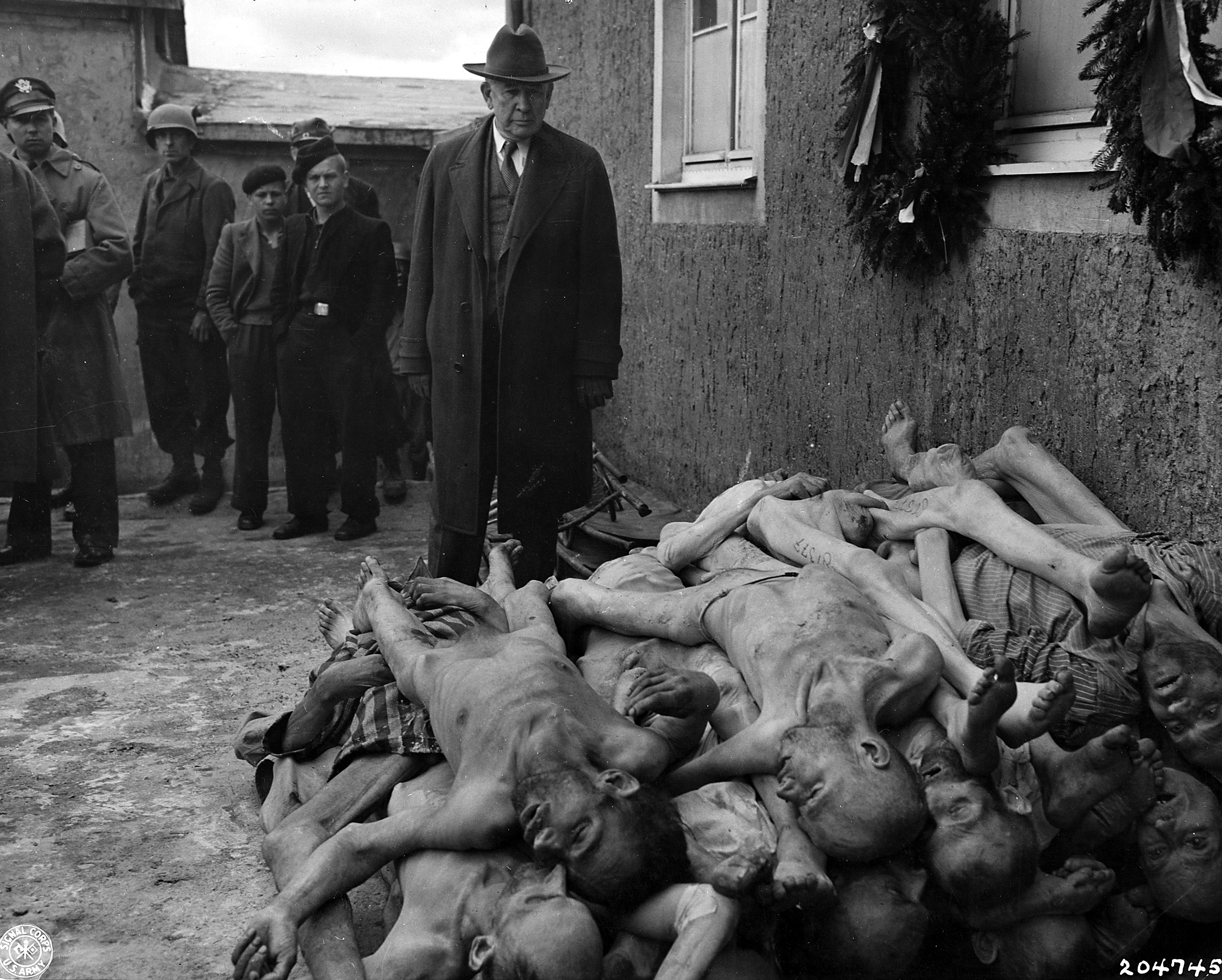
El senador de los Estados Unidos Alben W. Barkley ve los cuerpos de los prisioneros en un campo de concentración Buchenwald liberado en abril de 1945.

Cuando comenzó la Segunda Guerra Mundial en septiembre de 1939, los Estados Unidos fueron oficialmente neutrales hasta el 11 de diciembre de 1941, cuando Estados Unidos declaró la guerra a Alemania. La política exterior de Franklin Roosevelt favoreció a Gran Bretaña (y Francia) sobre Alemania en 1939–41. Los Estados Unidos jugaron un papel central en la derrota de los Poderes del Eje, lo que significa que las relaciones entre Berlín y Washington D. C. fueron inevitablemente terribles. La Alemania nazi utilizó la participación estadounidense como uno de los líderes de los Aliados para obtener un extenso valor de propaganda. El infame cartel de "LIBERADORES" de 1944 puede ser el ejemplo más poderoso. En contraste con esto, el presidente Roosevelt fue, desde mediados de marzo de 1941, completamente consciente de las opiniones de Hitler sobre los Estados Unidos, con Roosevelt que necesita equilibrar los problemas del duelo de preparar a los Estados Unidos para una posible participación en un conflicto global, y el deseo todavía fuerte de muchos estadounidenses de evitar la guerra a toda costa; hasta que las consecuencias del ataque a Pearl Harbor resolvieron el problema.
En el cartel antes mencionado, los Estados Unidos de América se representan como una máquina de guerra monstruosa y viciosa que busca destruir la cultura europea. El cartel alude a muchos aspectos negativos de la historia estadounidense, como el Ku Klux Klan, la opresión de nativos americanos, y linchamiento de los negros. El cartel condena a los estadounidenses capitalismo, el dominio percibido de Estados Unidos por el judaísmo y muestra bombas estadounidenses que destruyen una aldea europea indefensa. Sin embargo, Estados Unidos lanzó varias campañas de propaganda a cambio de que la Alemania nazi retratara a menudo a la Alemania nazi como un país belicista con una moral inferior y esquemas de lavado de cerebro.

### Posguerra
Tras la derrota del Tercer Reich, las fuerzas estadounidenses fueron una de las potencias de ocupación en la posguerra Alemania. En paralelo a desnazificación y "desarme industrial", los ciudadanos estadounidenses fraternizaron con alemanes. El Bloqueo de Berlín de 1948–1949 y el Plan Marshall (1948–1952) mejoraron aún más la percepción de los alemanes sobre los estadounidenses.

### Guerra Fría

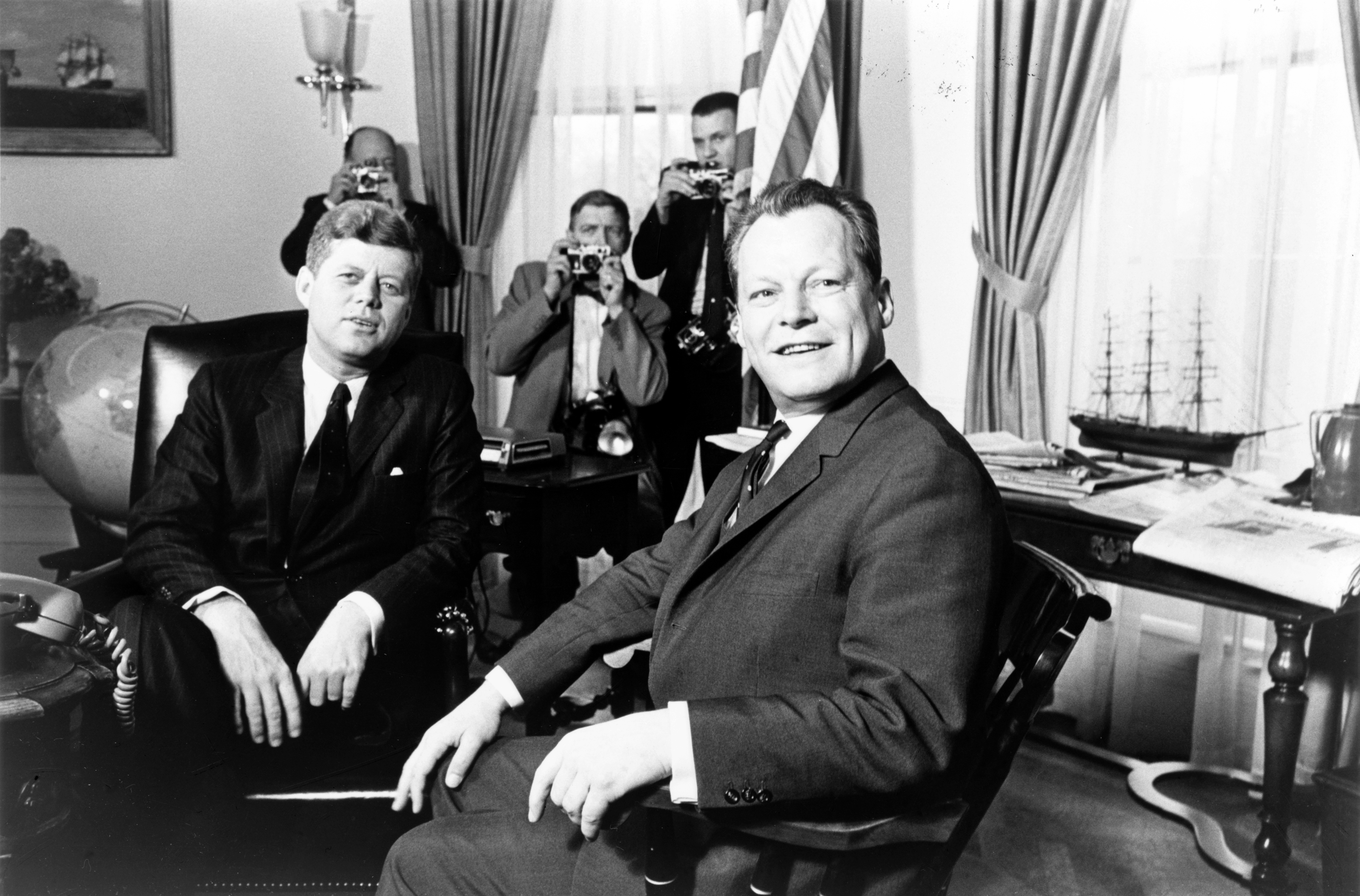
John F. Kennedy se reúne con Willy Brandt, en la Casa Blanca, 13 de marzo de 1961.

La aparición de la Guerra Fría convirtió a  República Federal de Alemania (Alemania Occidental) en la frontera de una Europa Occidental democrática y la presencia militar estadounidense se convirtió en parte integral de la sociedad de Alemania Occidental. La presencia estadounidense podría haber ayudado a suavizar las relaciones de posguerra, si no hubieran estado bajo la égida del mayor ejército y economía intactos. Esto disminuyó el retraso antes de la formación de los precursores de la UE actual, y puede verse como un beneficio silencioso de Pax Americana. Durante la Guerra Fría, Alemania Occidental se convirtió en la economía más grande de Europa y Alemania Occidental-EE. UU. Las relaciones se convirtieron en una nueva asociación transatlántica. Alemania y los Estados Unidos compartieron una gran parte de su cultura, establecieron un entorno de comercio global intensivo y continuaron cooperando en nuevas tecnologías avanzadas. Sin embargo, la cooperación germano-estadounidense no siempre estuvo libre de tensiones entre diferentes enfoques en ambos lados del Atlántico. La caída del Muro de Berlín y la posterior reunificación de Alemania marcó una nueva era en las relaciones germano-estadounidenses.

### Estados Unidos y Alemania Oriental

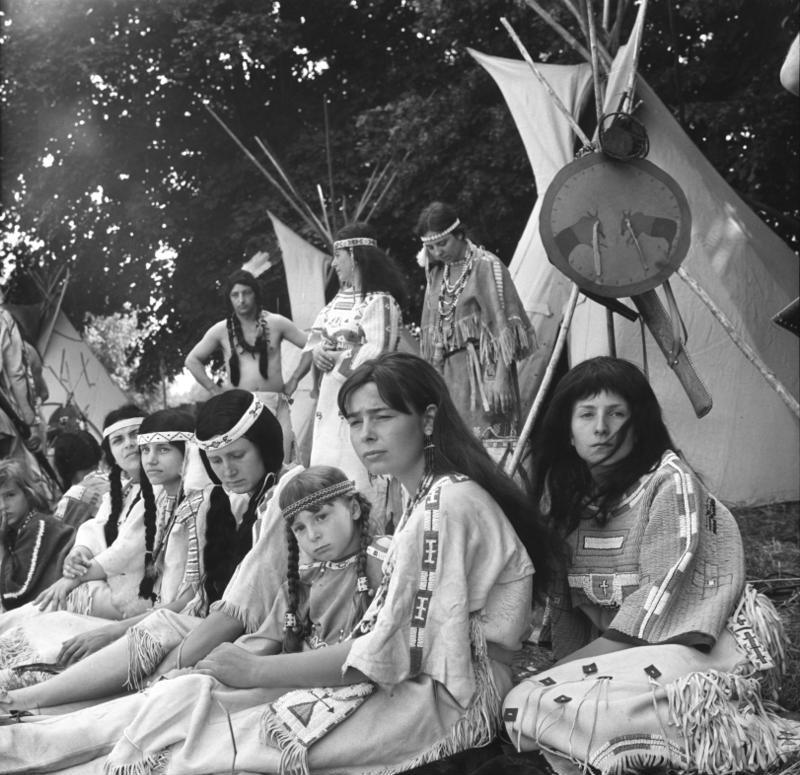
Interessengemeinschaft Mandan-Indianer Leipzig 1970, la imagen popular de los nativos americanos hizo que la historia de la vida india sea bastante popular en la Alemania oriental comunista.

Las relaciones entre los Estados Unidos y Alemania Oriental siguieron siendo hostiles. Estados Unidos siguió la Doctrina Hallstein de Adenauer de 1955, que declaró que el reconocimiento por parte de cualquier país de Alemania Oriental sería tratado como un acto hostil por parte de Alemania Occidental. Las relaciones entre las dos alemanas se descongelaron un poco en la década de 1970, como parte de la distensión general entre el este y el oeste. Estados Unidos reconoció a Alemania Oriental oficialmente en septiembre de 1974, cuando Erich Honecker era el líder del partido en Alemania Oriental. Para evitar el riesgo de liberalización interna en su régimen, Honecker amplió la Stasi de 43.000 a 60.000 agentes.
El régimen de Alemania del Este impuso una ideología oficial que se reflejó en todos sus medios y en todas las escuelas. La línea oficial declaró que Estados Unidos había provocado la ruptura de la coalición contra Adolf Hitler y se había convertido en el baluarte de la reacción en todo el mundo, con una gran dependencia del belicismo en beneficio del "internacional terrorista de asesinos en Wall Street". . " Los alemanes orientales tenían un papel heroico que jugar como primera línea contra los malvados estadounidenses. Sin embargo pocos alemanes lo creían. Habían visto a suficientes rusos desde 1945: medio millón de soviéticos seguían estacionados en la Alemania Oriental en 1989. Además, estaban expuestos a la información de familiares en Occidente, así como a las emisiones de Radio Free Europe de Estados Unidos, y Medios de comunicación de Alemania occidental. Los medios de comunicación comunistas oficiales ridiculizaron el modernismo y el cosmopolitismo de la cultura estadounidense, y denigran las características del estilo de vida estadounidense, especialmente la música de jazz y el rock 'n roll. El régimen de Alemania del Este dependía en gran medida de su estricto control de las organizaciones juveniles para unirlas, con escaso éxito, contra la cultura popular estadounidense. Las generaciones mayores estaban más preocupadas por la mala calidad de los alimentos, la vivienda y la ropa, que contrastaban dramáticamente con la prosperidad de Alemania Occidental. Los profesionales en Alemania Oriental fueron observados por cualquier señal de desviación de la línea del partido; Sus privilegios estaban en riesgo. La solución fue cumplir o huir a Alemania Occidental, que fue relativamente fácil antes de la represión y el muro de Berlín de 1961. Los estadounidenses vieron a la Alemania Oriental simplemente como un títere de Moscú, sin posibilidades independientes.

### Post-1990
A principios de la década de 1990, la Alemania reunificada fue llamada una "asociación en el liderazgo", ya que los Estados Unidos emergieron como la única superpotencia del mundo.
El esfuerzo de Alemania para incorporar cualquier acción militar importante en el progreso lento Política Europea de Seguridad y Defensa no cumplió con las expectativas de los Estados Unidos durante la guerra del Golfo. Después de los ataques del 11 de septiembre, las relaciones políticas germano-estadounidenses se fortalecieron en un esfuerzo por combatir el terrorismo, y Alemania envió tropas a Afganistán como parte de la fuerza de la OTAN. Sin embargo, la discordia continuó durante la guerra de Irak, cuando el canciller alemán Gerhard Schröder y el ministro de relaciones exteriores Joschka Fischer hicieron esfuerzos para prevenir la guerra y, por consiguiente, no se unieron a los Estados Unidos y el Reino Unido con la fuerte multinacional en Irak. El antiamericanismo salió a la superficie después de los ataques del 11 de septiembre de 2001 cuando los intelectuales alemanes hostiles argumentaron que había vínculos feos entre la globalización, la americanización y el terrorismo.

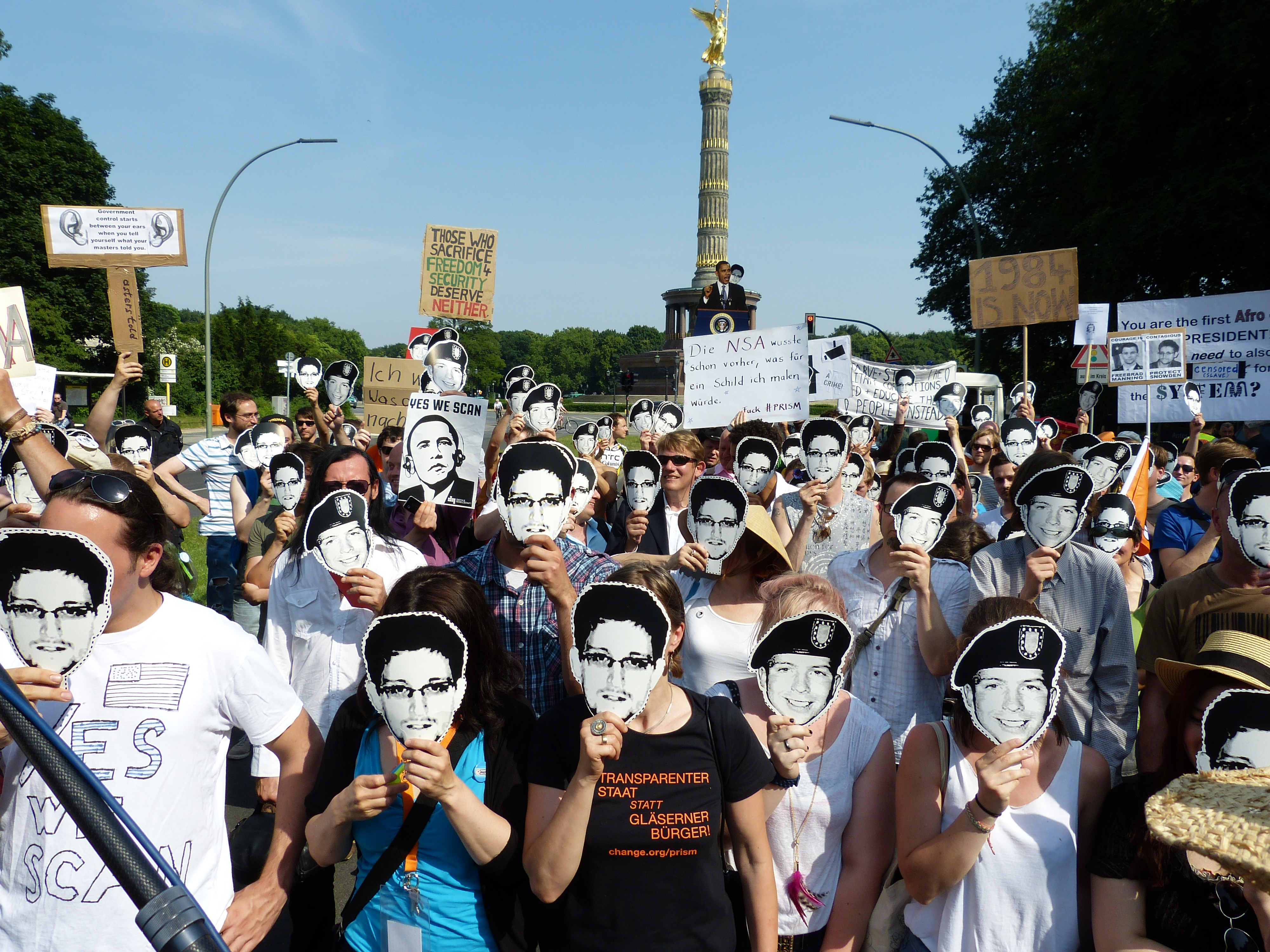
Manifestantes se manifiestan contra la vigilancia masiva de la Agencia de Seguridad Nacional, Berlín, junio de 2013.

En respuesta a las revelaciones de vigilancia masiva de 2013, Alemania canceló el acuerdo de intercambio de inteligencia de 1968 con los EE. UU. y el Reino Unido.

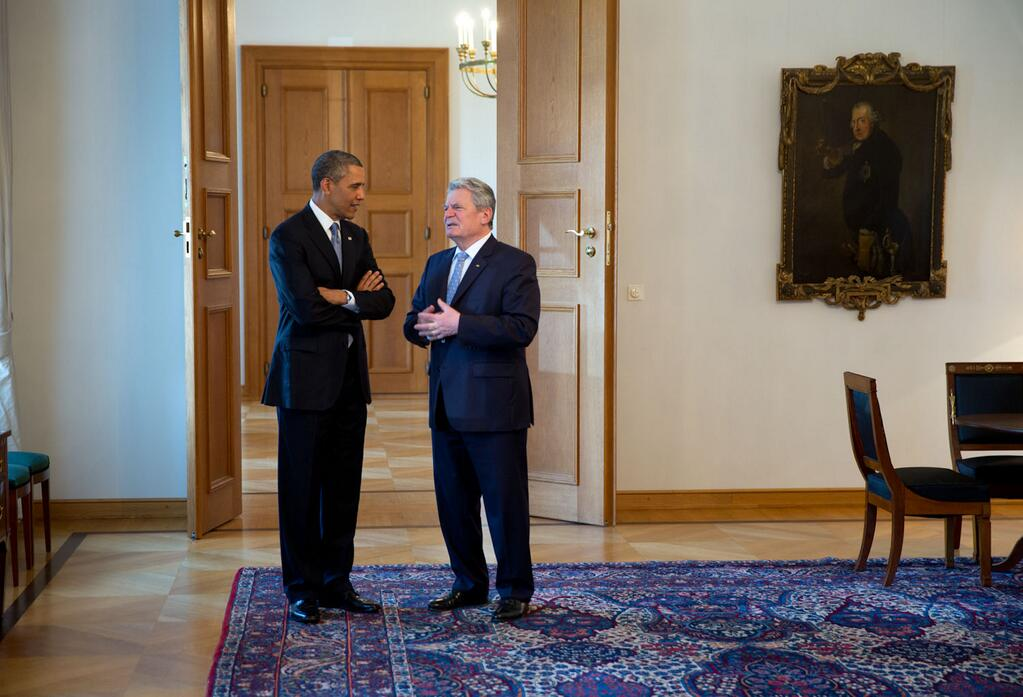
Presidentes de Estados Unidos y Alemania Barack Obama y Joachim Gauck en el Palacio de Bellevue, junio 2013.

En julio de 2014, dos funcionarios de Bundesnachrichtendienst fueron arrestados por fiscales federales por supuestamente espiar al gobierno alemán por CIA. La canciller Angela Merkel le pidió al coordinador de la actividad de la CIA en la Embajada de los EE. UU. En Berlín que dejara su puesto diplomático. En respuesta a los arrestos, Merkel dijo: "Visto con buen sentido común, espiar a amigos y aliados es un desperdicio de energía. En la guerra fría puede haber habido un caso de desconfianza mutua. Hoy vivimos en el siglo XXI" Los arrestos siguieron a la revelación de que NSA tocó el celular del canciller. Los intentos alemanes de ser incluidos en el pacto de no espionaje que Estados Unidos tiene con el Reino Unido, Nueva Zelanda, Australia y Canadá fueron infructuosos. El 18 de julio de 2014, Merkel dijo que la confianza solo podría restablecerse a través de conversaciones y que Alemania buscará tener tales conversaciones. Reiteró que Estados Unidos era el aliado más importante de Alemania y que nada de su relación cambiaría. Sin embargo, los funcionarios del gobierno alemán en Berlín reforzaron y planearon nuevas medidas de seguridad en previsión de relaciones prolongadas y frías con los Estados Unidos.
En mayo de 2017, Angela Merkel se reunió con el presidente de los Estados Unidos Donald Trump. Las declaraciones de Trump de que los Estados Unidos se habían aprovechado en acuerdos comerciales durante administraciones anteriores ya habían tensado las relaciones con varios países de la UE y otros aliados estadounidenses. Sin mencionar específicamente a Trump, Merkel dijo después de una cumbre de la OTAN "Los tiempos en los que podemos confiar completamente en los demás, en cierta medida, han terminado" Esto se produjo después de que Trump dijera "Mira los millones de autos que venden a los Estados Unidos. Terrible. Detendremos esto".

## Percepciones y valores en los dos países
Las hazañas de los pistoleros en la frontera estadounidense jugaron un papel importante en el folclore, la ficción y el cine estadounidenses. Las mismas historias se volvieron inmensamente populares en Alemania, que produjo sus propias novelas y películas sobre la frontera estadounidense. Karl May (1842–1912) fue un escritor alemán conocido por sus novelas de aventuras ambientadas en el Viejo Oeste estadounidense. Sus principales protagonistas son Winnetou y Old Shatterhand. La fascinación alemana por los nativos americanos data de principios del siglo XIX; Su literatura voluminosa. Normalmente los escritos se centran en la "indianidad" y la autenticidad.
Alemania y los Estados Unidos son  sociedades civiles. La herencia filosófica de Alemania y el espíritu estadounidense de "libertad" se entrelazan con un aspecto central de cultura occidental y  civilización occidental. Aunque desarrollado en diferentes entornos geográficos, la Era de la Ilustración es fundamental para la autoestima y la comprensión de ambas naciones.
La invasión de Irak liderada por Estados Unidos cambió significativamente la percepción de los Estados Unidos en Alemania. Una encuesta del Servicio Mundial de la BBC de 2013 muestra que el 35% considera que la influencia estadounidense es positiva, mientras que el 39% considera que es negativa. Ambos países difieren en muchas áreas clave, como la energía y la intervención militar.
Una encuesta realizada en nombre de la embajada alemana en 2007 mostró que los estadounidenses seguían considerando que el hecho de que Alemania no apoyara la guerra en Irak era el principal factor de irritación en las relaciones entre las dos naciones. Sin embargo, el tema fue de importancia decreciente y los estadounidenses todavía consideraban que Alemania era el cuarto socio internacional más importante detrás del Reino Unido, Canadá y Japón. Los estadounidenses consideraron que la cooperación económica era el aspecto más positivo de las relaciones entre EE. UU. Y Alemania, con un papel mucho más pequeño desempeñado por Alemania en la política de los EE. UU..
Entre las naciones de Europa occidental, la percepción pública alemana de los EE. UU. es inusual, ya que ha fluctuado continuamente de un modo bastante positivo en 2002 (60%), a bastante negativo en 2007 (30%), de nuevo a ligeramente positivo en 2012 (52%), y considerablemente negativo en 2017 (20%), reflejando los sentimientos mixtos y bruscamente polarizados de los ciudadanos alemanes respecto a los Estados Unidos.

### Antiamericanismo
Durante la Guerra Fría, el antiamericanismo fue la política oficial del gobierno en Alemania Oriental, y los disidentes fueron castigados. En Alemania Occidental, el antiamericanismo era la posición común en la izquierda, pero la mayoría elogiaba a Estados Unidos como un protector contra el comunismo y un aliado crítico en la reconstrucción de la nación. Después de 1990, el Partido Comunista en el Este luchó bajo un nuevo nombre, "Die Linke", y mantuvo su antigua posición antiamericana. Hoy, advierte que Estados Unidos está conspirando para arruinar la relación amistosa de Alemania con Rusia. La negativa de Alemania a apoyar la invasión de Irak liderada por Estados Unidos en 2003 fue vista a menudo como una manifestación de antiamericanismo. El antiamericanismo se había silenciado por la derecha desde 1945, pero volvió a surgir en el siglo XXI, especialmente en el partido Alternativa para Alemania (AfD) que comenzó en oposición a la Unión Europea, y ahora se ha vuelto tanto antiamericano como antiinmigrante. La molestia o la desconfianza de los estadounidenses se incrementó en 2013 por las revelaciones de espionaje estadounidense a los principales funcionarios alemanes, incluida la canciller Angela Merkel.

## Relaciones militares

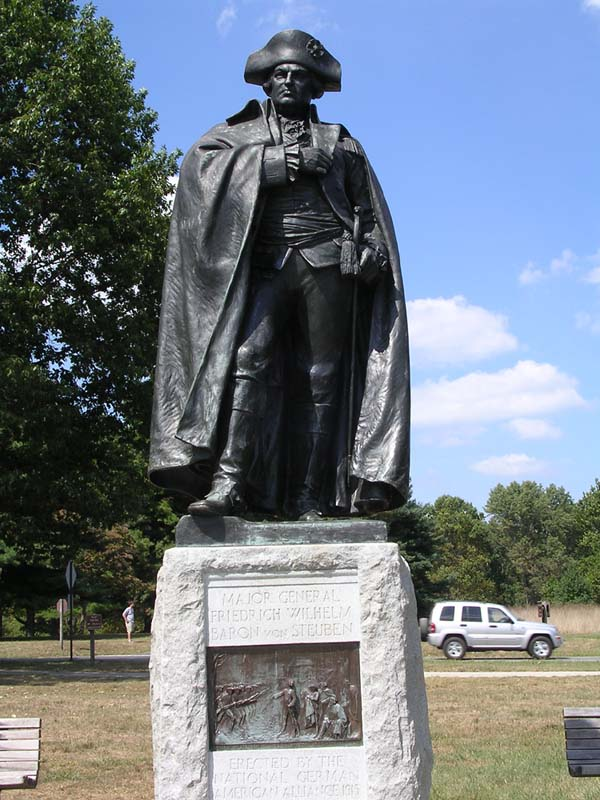
Estatua del General von Steuben en Valley Forge, Pensilvania.

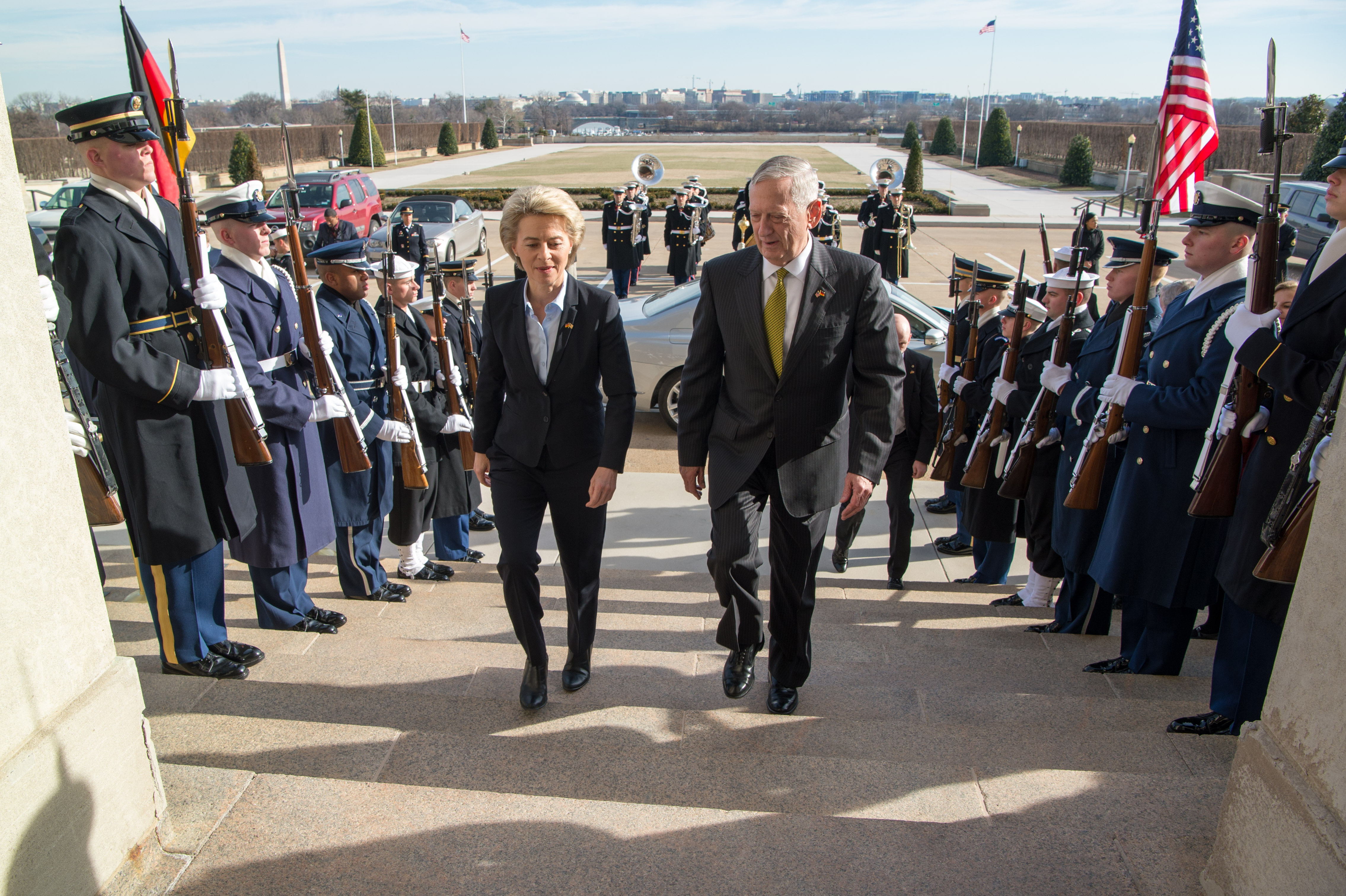
Reunión de ministros de defensa James Mattis (EE. UU.) y Ursula von der Leyen (Alemania), en Washington D. C.

Las relaciones militares germano-estadounidenses comenzaron en la Revolución cuando las tropas alemanas lucharon en ambos bandos. Friedrich Wilhelm von Steuben, un excapitán en el Ejército Prusiano, fue nombrado inspector general del Ejército Continental y desempeñó el papel principal en la capacitación Soldados americanos a los mejores estándares europeos. Von Steuben es considerado como uno de los padres fundadores del Ejército de los Estados Unidos.
Otro alemán que sirvió durante la Revolución Americana fue el general de división Johann de Kalb, quien sirvió bajo Horatio Gates en la batalla de Camden y murió como resultado de varias heridas que sostenido durante la lucha.
Alrededor de 30.000 mercenarios alemanes lucharon por Gran Bretaña, con 17.000 contratados de  Hesse, lo que representa aproximadamente uno de cada cuatro de la población masculina adulta del principado. Estos hessianos lucharon bajo sus propios oficiales bajo el mando británico. Leopold Philip de Heister, Wilhelm von Knyphausen y el barón Friedrich Wilhelm von Lossberg fueron los principales generales que comandaron estas tropas con Frederick Christian Arnold, Freiherr von Jungkenn como el mayor Oficial alemán.
Los germano-estadounidenses han sido muy influyentes en el ejército estadounidense. Algunas figuras notables son el general de brigada August Kautz, el general de división Franz Sigel, el general de los ejércitos John J. Pershing, el general del ejército Dwight D. Eisenhower, el almirante de la flota Chester Nimitz y el general Norman Schwarzkopf Jr..
Alemania y los Estados Unidos son miembros conjuntos de la OTAN. Los Estados Unidos actualmente tienen aproximadamente 30,000 tropas estadounidenses estacionadas en el sur de Alemania. Durante la Guerra Fría, el número de tropas de los Estados Unidos con sede en Alemania Occidental fue mucho mayor. Ambas naciones han cooperado estrechamente en la Guerra contra el Terror, con Alemania proporcionando más tropas que cualquier otra nación. Las dos naciones; sin embargo, tienen posiciones de política pública opuestas en la  Guerra en Irak. Si bien Alemania pudo haber bloqueado los esfuerzos de los Estados Unidos para asegurar las Resoluciones de la ONU en la preparación para la guerra, continuaron apoyando los intereses de los Estados Unidos en el sudoeste de Asia en silencio. Los soldados alemanes operaban equipos militares de limpieza biológica y química en el campamento de Doha en Kuwait; Los barcos de la Marina alemana aseguraron las rutas marítimas para disuadir los ataques de Al Qaeda contra las fuerzas y equipos de los Estados Unidos en el Golfo Pérsico; y los soldados de la Bundeswehr de Alemania se desplegaron en todo el sur de Alemania en las Bases Militares de los Estados Unidos para llevar a cabo los deberes de Protección de la Fuerza en lugar de los soldados estadounidenses con sede en Alemania que fueron desplegados en la guerra de Irak. La última misión duró desde 2002 hasta 2006. Desde 2006, casi todas estas Bundeswehr han sido desmovilizadas.
Los Estados Unidos establecieron una presencia militar permanente en Alemania durante la Segunda Guerra Mundial que continuó durante la Guerra Fría y luego se redujo a principios del siglo XXI, con los últimos tanques estadounidenses retirados de Alemania en 2013. Los tanques estadounidenses regresaron al año siguiente, cuando se notó la brecha en las oportunidades de capacitación multinacional.

## Relaciones económicas

Déficit comercial de EE. UU. (en miles de millones, solo productos) por país en 2014.

Las relaciones económicas entre Alemania y los Estados Unidos son en gran parte sin problemas. La Asociación Económica Transatlántica entre los EE. UU. y la UE, que se lanzó en 2007 por iniciativa de Alemania, y el Consejo Económico Transatlántico creado posteriormente, abre nuevas oportunidades. Estados Unidos es el principal socio comercial de Alemania fuera de la UE y Alemania es el socio comercial más importante de los Estados Unidos en Europa. En términos del volumen total del comercio bilateral de Estados Unidos (importaciones y exportaciones), Alemania se mantiene en el quinto lugar, detrás de Canadá, China, México y Japón. Estados Unidos ocupa el cuarto lugar entre los socios comerciales de Alemania, después de Holanda, China y Francia. A finales de 2013, el comercio bilateral tenía un valor de $ 162 mil millones.
Alemania y los Estados Unidos son importantes entre sí como destinos de inversión. A fines de 2012, la inversión bilateral valía $ 320 mil millones, la inversión directa alemana en los Estados Unidos ascendió a $ 199 mil millones y la inversión directa en los Estados Unidos a $ 121 mil millones. A finales de 2012, la inversión directa de los Estados Unidos en Alemania era de aproximadamente $ 121 mil millones, un aumento de casi el 14 por ciento en comparación con el año anterior (aproximadamente $ 106 mil millones). Durante el mismo período, la inversión directa alemana en los Estados Unidos ascendió a unos $ 199 mil millones, por debajo del nivel del año anterior (aproximadamente $ 215 mil millones). Alemania es el octavo mayor inversionista extranjero en los EE. UU., Después del Reino Unido, Japón, los Países Bajos, Canadá, Francia, Suiza y Luxemburgo, y ocupa el undécimo lugar como destino para la inversión extranjera directa de EE. UU.

## Relaciones culturales
Karl May fue un prolífico escritor alemán que se especializó en escribir westerns. Aunque solo visitó América una vez hacia el final de su vida, May le proporcionó a Alemania una serie de novelas fronterizas que suministraron a los alemanes una visión imaginaria de América.
Notables arquitectos, artistas, músicos y escritores germanoamericanos incluyen:
- Josef Albers, artista y educador.
- Albert Bierstadt, conocido por sus lujosos y amplios paisajes del oeste americano.
- Philip K. Dick, escritor.
- Walter Gropius, arquitecto.
- Albert Kahn, arquitecto.
- Ludwig Mies van der Rohe, arquitecto.
- Paul Hindemith, compositor.
- Philip Johnson, arquitecto.
- Otto Klemperer, conductor.
- Henry Miller, escritor.
- Les Paul, guitarrista.
- Carl Schurz, político y escritor.
- Dr. Seuss, escritor e ilustrador.
- Alfred Stieglitz, fotógrafo.
- Kurt Vonnegut, escritor.

El idioma alemán ocupa el tercer lugar después del español y el francés como lengua extranjera que se imparte en escuelas secundarias, colegios y universidades estadounidenses. A la inversa, casi la mitad de la población alemana puede hablar bien el inglés.
Un Jardín de Amistad Alemán-Americano fue construido en Washington D. C. como símbolo de las relaciones positivas y de cooperación entre los Estados Unidos de América y la República Federal de Alemania. Está situado en el eje histórico entre la Casa Blanca y el Monumento a Washington en el National Mall, el jardín limita con Constitution Avenue entre las calles 15 y 17, donde pasan aproximadamente siete millones de visitantes. cada año. El jardín cuenta con plantas nativas tanto de Alemania como de Estados Unidos y ofrece fuentes de asientos y de refrigeración. Commissioned to commemorate the 300th anniversary of German immigration to America, the garden was dedicated on November 15, 1988.

## Investigación e intercambio académico

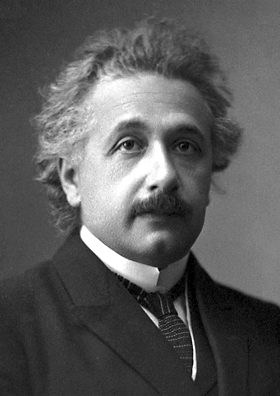
Albert Einstein

Las contribuciones de los científicos alemanes y estadounidenses a varios campos de la ciencia son numerosas. La cooperación entre académicos de ambos países es extensa. Desde mediados del siglo XX, los científicos alemanes han aportado contribuciones invaluables al avance tecnológico estadounidense. Por ejemplo, Wernher von Braun, quien construyó los cohetes V-2 alemanes, y su equipo de científicos llegaron a los Estados Unidos y fueron centrales en la construcción del programa de exploración espacial estadounidense.
Después de Segunda Guerra Mundial y durante la Guerra Fría, Operación Paperclip fue un programa secreto de los Estados Unidos Agencia de objetivos de inteligencia (JIOA) en el que más de 1,600 científicos alemanes, ingenieros , y los técnicos (muchos de los cuales anteriormente eran miembros registrados del Partido Nazi y algunos de los cuales tenían roles de liderazgo en el Partido Nazi), incluido el equipo de cohetes de Wernher von Braun, fueron reclutados y llevados a los Estados Unidos para empleo gubernamental De la posta Alemania nazi.
Los investigadores de las universidades alemanas y estadounidenses ejecutan varios programas y proyectos de intercambio, y se centran en exploración espacial, Estación Espacial Internacional, tecnología ambiental y ciencia médica. Las cooperaciones de importación también están en los campos de bioquímica, ingeniería, tecnologías de la información y la comunicación y ciencias de la vida (redes a través de: Bacatec, DAAD). Los Estados Unidos y Alemania firmaron un acuerdo bilateral sobre cooperación en ciencia y tecnología en febrero de 2010.

## Instituciones culturales americanas en Alemania
En la era de la posguerra, varias instituciones, dedicadas a destacar la cultura y la sociedad estadounidense en Alemania, se establecieron y existen hoy, especialmente en el sur de Alemania, el área de las zonas ocupadas. Hoy en día, ofrecen cursos de inglés, así como programas culturales.

## Misiones diplomáticas
- Estados Unidos tiene una embajada en Berlín.
- Alemania tiene una embajada en Washington D. C.

En 2024, 520.022 vivían en los EE. UU., que nació en Alemania. Pero 200.000 ciudadanos cantan.
Unos 300.000 estadounidenses viven en Alemania

### Pre 1933
- Adam, Thomas and Ruth Gross, ed. Traveling Between Worlds: German-American Encounters (Texas A&M UP,  2006), primary sources.
- Adams, Henry Mason. Prussian-American Relations: 1775–1871 (1960).
- Bönker, Dirk (2012). Militarism in a Global Age: Naval Ambitions in Germany and the United States before World War I. Cornell U.P.
- Cook, James Gwin. Anglophobia: An Analysis of Anti-British Prejudice in the United States (1919) online free
- Diehl, Carl. "Innocents abroad: American students in German universities, 1810–1870." History of Education Quarterly 16#3 (1976): 321–341. in JSTOR
- Dippel, Horst. Germany and the American Revolution, 1770–1800 (1977), Showed a deep intellectual impact on Germany of the American Revolution.
- Doerries, Reinhard R. Imperial Challenge: Ambassador Count Bernstorff and German-American Relations, 1908–1917 (1989).
- Faust, Albert Bernhardt. The German Element in the United States with Special Reference to Its Political, Moral, Social, and Educational Influence. 2 vol (1909). vol. 1, vol. 2
- Gazley, John Gerow. American Opinion of German Unification, 1848–1871 (1926). Noonan online
- Gienow-Hecht, Jessica C. E.  "Trumpeting Down the Walls of Jericho: The Politics of Art, Music and Emotion in German-American Relations, 1870–1920," Journal of Social History (2003) 36#3
- Haworth, Paul Leland. "Frederick the Great and the American Revolution" American Historical Review (1904) 9#3 pp. 460–478 open access in JSTOR, Frederick hated England but kept Prussia neutral.
- Herwig, Holger H. Politics of frustration: the United States in German naval planning, 1889–1941 (1976).
- Junker, Detlef. The Manichaean Trap: American Perceptions of the German Empire, 1871–1945 (German Historical Institute, 1995).
- Keim, Jeannette. Forty years of German-American political relations (1919) online, Comprehensive analysis of major issues, including tariff, China, Monroe Doctrine.
- Leab, Daniel J. "Screen Images of the 'Other' in Wilhelmine Germany and the United States, 1890–1918." Film History 9#1 (1997): 49–70. in JSTOR
- Lingelbach, William E. "Saxon-American Relations, 1778–1828." American Historical Review 17#3 (1912): 517–539. online
- Link, Arthur S. Wilson: The Struggle for Neutrality, 1914–1915 (1960). vol 3 of his biography of Woodrow Wilson; vol 4 and 5 cover 1915–1917.
- Maurer, John H. "American naval concentration and the German battle fleet, 1900–1918." Journal of Strategic Studies 6#2 (1983): 147–181.
- Mitchell, Nancy. The danger of dreams: German and American imperialism in Latin America (1999).
- Mustafa, Sam A. Merchants and Migrations: Germans and Americans in Connection, 1776–1835 (2001).
- Pochmann, Henry A. German Culture in America: Philosophical and Literary Influences 1600–1900 (1957). 890pp; comprehensive review of German influence on Americans esp 19th century. online
- Schoonover, Thomas. Germany in Central America: Competitive Imperialism, 1821–1929(1998) online
- Schröder, Hans-Jürgen, ed. Confrontation and cooperation: Germany and the United States in the era of World War I, 1900–1924 (1993).
- Schwabe, Klaus "Anti-Americanism within the German Right, 1917–1933," Amerikastudien/American Studies  (1976) 21#1 pp 89–108.
- Schwabe, Klaus. Woodrow Wilson, Revolutionary Germany, and Peacemaking, 1918–1919 (U. of North Carolina Press, 1985.)
- Sides, Ashley. What Americans Said about Saxony, and what this Says about Them: Interpreting Travel Writings of the Ticknors and Other Privileged Americans, 1800—1850 (MA Thesis, University of Texas at Arlington, 2008). online
- Small, Melvin. "The United States and the German "Threat" to the Hemisphere, 1905–1914." The Americas 28#3 (1972): 252–270. Says there was no threat because Germany accepted the Monroe Doctrine.
- Trommler, Frank. "The Lusitania Effect: America's Mobilization against Germany in World War I." German Studies Review (2009): 241–266.
- Vagts, Alfred. Deutschland und die Vereinigten Staaten in der Weltpolitik (2 vols. (New York: Dornan, 1935), a major study that was never translated.
  - Vagts, Alfred. "Hopes and Fears of an American-German War, 1870–1915 I." Political Science Quarterly 54#4 (1939): 514–535. in JSTOR
  - Vagts, Alfred. "Hopes and Fears of an American-German War, 1870–1915 II." Political Science Quarterly 55#1 (1940): 53–76. in JSTOR
- Zacharasiewicz, Waldemar. Images of Germany in American literature (2007).

### 1933–1941
- Bell, Leland V. "The Failure of Nazism in America: The German American Bund, 1936–1941." Political Science Quarterly 85#4 (1970): 585–599. in JSTOR
- Dallek Robert. Roosevelt and American Foreign Policy (Oxford University Press, 1979)
- Fischer, Klaus P. Hitler & America (2011) online
- Frye, Alton. Nazi Germany and the American Hemisphere, 1933–1941 (1967).
- Haag, John. "Gone With the Wind in Nazi Germany." Georgia Historical Quarterly 73#2 (1989): 278–304. in JSTOR
- Heilbut, Anthony. Exiled in Paradise: German Refugee Artists and Intellectuals in America from the 1930s to the Present (1983).
- Margolick, David. Beyond Glory: Joe Louis vs. Max Schmeling and a World on the Brink. (2005), world heavyweight boxing championship.
- Nagorski, Andrew. Hitlerland: American Eyewitnesses to the Nazi Rise to Power (2012).
- Norden, Margaret K. "American Editorial Response to the Rise of Adolf Hitler: A Preliminary Consideration." American Jewish Historical Quarterly 59#3 (1970): 290–301. in JSTOR
- Offner, Arnold A. American Appeasement: United States Foreign Policy and Germany, 1933–1938 (Harvard University Press, 1969)  online edition Archivado el 17 de diciembre de 2018 en Wayback Machine.
- Pederson, William D. ed. A Companion to Franklin D. Roosevelt (2011) online pp 636–52, FDR's policies
- Rosenbaum, Robert A. Waking to Danger: Americans and Nazi Germany, 1933–1941 (2010) online
- Schuler, Friedrich E. Mexico between Hitler and Roosevelt: Mexican foreign relations in the age of Lázaro Cárdenas, 1934–1940 (1999).
- Weinberg, Gerhard L. The Foreign Policy of Hitler's Germany (2 vols. (1980)
- Weinberg, Gerhard L. "Hitler's image of the United States." American Historical Review 69#4 (1964): 1006–1021. in JSTOR

### Después de 1941
- Backer, John H. The Decision to Divide Germany: American Foreign Policy in Transition (1978)
- Bark, Dennis L. and David R. Gress. A History of West Germany Vol 1: From Shadow to Substance, 1945–1963 (1989); A History of West Germany Vol 2: Democracy and Its Discontents 1963–1988 (1989), the standard scholarly history in English
- Casey, Stephen, Cautious Crusade: Franklin D. Roosevelt, American Public Opinion, and the War against Nazi Germany (2004) online
- Junker, Detlef, et al. eds. The United States and Germany in the Era of the Cold War, 1945–1968: A Handbook, Vol. 1: 1945–1968; (2004)   Vol. 2: 1968–1990  (2004), comprehensive coverage
- Gimbel John F. American Occupation of Germany (Stanford UP, 1968)
- Hanrieder Wolfram. West German Foreign Policy, 1949–1979 (Westview, 1980)
- Höhn, Maria H. GIs and Frèauleins: The German-American Encounter in 1950s West Germany (U of North Carolina Press, 2002)
- Immerfall, Stefan. Safeguarding German-American Relations in the New Century: Understanding and Accepting Mutual Differences (2006)
- Kuklick, Bruce. American Policy and the Division of Germany: The Clash with Russia over Reparations (Cornell University Press, 1972)
- Ninkovich, Frank. Germany and the United States: The Transformation of the German Question since 1945 (1988)
- Nolan, Mary. "Anti-Americanism and Americanization in Germany." Politics & Society  (2005) 33#1 pp 88–122.
- Pettersson, Lucas. "Changing images of the USA in German media discourse during four American presidencies." International Journal of Cultural Studies (2011) 14#1 pp 35–51.
- Pommerin, Reiner. The American Impact on Postwar Germany (Berghahn Books, 1995) online edition Archivado el 17 de diciembre de 2018 en Wayback Machine.
- Smith Jean E. Lucius D. Clay (1990)
- Stephan, Alexander, ed. Americanization and anti-Americanism: the German encounter with American culture after 1945 (Berghahn Books, 2013)

### Historiografía
- Depkat, Volker. "Introduction: American History/ies in Germany: Assessments, Transformations, Perspectives." Amerikastudien/American Studies (2009): 337–343. in JSTOR
- Doerries, Reinhard R. "The Unknown Republic: American History at German Universities." Amerikastudien/American Studies (2005): 99–125. in JSTOR
- Gassert, Philipp. "Writing about the (American) past, thinking of the (German) present: The history of US foreign relations in Germany." Amerikastudien/American Studies (2009): 345–382. in JSTOR
- Gassert, Philipp. "The Study of U.S. History in Germany." European Contributions to American Studies (2007), Vol. 66, pp 117–132.